# Wierchlesie
Wierchlesie est une localité polonaise du gmina de Jemielnica, située dans le powiat de Strzelce en voïvodie d'Opole.